# احمدمرده
احمدمرده(به کردی: ئەحمەومەردە، Eḧmewmerde) روستایی از توابع بخش زیویه در شهرستان سقز است که در استان کردستان ایران قرار دارد.

## جمعیت
این روستا در دهستان تیلکوه واقع شده و براساس سرشماری سال ۱۳۸۵، جمعیت آن ۱۳۸ نفر (۲۶ خانوار) بوده‌است.

## کسب و کار
شغل اهالی روستا کشاورزی در زمین‌های گندم و یونجه و باغداری انگور می‌باشد . که انگورهای بسیاری مرغوبی دارد.
از طرف دیگر از طریق دامداری نیز امرار معاش می نمایند.